# Statesville (North Carolina)
Statesville ist eine City im US-Bundesstaat North Carolina und der Verwaltungssitz des Iredell County. Sie ist Teil der Metropolregion Charlotte. Das U.S. Census Bureau ermittelte bei der Volkszählung 2020 eine Einwohnerzahl von 28.419.

## Geschichte
Im Jahr 1753 begannen schottisch-irische Presbyterianer und deutsche Lutheraner, die sich ursprünglich in Pennsylvania niedergelassen hatten, in dem Gebiet anzukommen, das 1789 zu Statesville werden sollte, um auf dem fruchtbaren Boden, in dem es auch reichlich Wild und Wasser gab, Getreide anzubauen. Die Siedlung, die als Fourth Creek Congregation bekannt war, wurde nach dem Süßwasserbach benannt, der nördlich des heutigen Stadtzentrums verläuft, dem vierten Bach westlich der benachbarten Siedlung Salisbury. Das Zentrum der Siedlung war eine Blockhütte, in der die Presbyterianer ihre Gottesdienste abhielten und wo sich heute die First Presbyterian Church befindet.
Im Jahr 1755 genehmigte der Kolonialgouverneur Arthur Dobbs den Bau des Grenzforts der Kolonie, das sich etwa 5 km nördlich der Fourth Creek-Siedlung befand. Fort Dobbs wurde von Soldaten der Provinz North Carolina erbaut und garnisoniert und diente der Verteidigung der westlichen Grenze Britisch-Nordamerikas in der Kolonie North Carolina während des Siebenjährigen Krieges in Nordamerika und des Anglo-Cherokee Krieg. Fort Dobbs vereinte die Funktionen einer Kaserne, einer Befestigungsanlage, eines Zufluchtsortes für Siedler, eines Proviantdepots und eines Zentrums für Verhandlungen mit den amerikanischen Ureinwohnern.
Die Legislative des Bundesstaates teilte Rowan County im Jahr 1788 auf, und das neue County wurde Iredell genannt, nach James Iredell, Beisitzer am ersten Obersten Gerichtshof während der Präsidentschaft von George Washington. Ein Jahr später wählte die Legislative einen Ort für den Sitz des County aus. Die Wahl fiel auf die Fourth Creek Congregation, und die Siedlung wurde als Statesville bekannt. Die US-Volkszählung von 1800 listet die Stadt als States Ville auf, was später zu Statesville zusammengefasst wurde. Im Jahr 1800 gab es 95 Einwohner in States Ville, darunter 68 freie Weiße und 27 Sklaven.
Bereits 1833 begannen die Verantwortlichen von Statesville mit dem Bau von Gleisen für die Eisenbahn, um das Piemont-Gebiet von North Carolina mit dem Rest des Landes zu verbinden.
Bis 1858 wuchs Statesville schnell und war bald darauf führend im Staat in der Produktion von Tabak und Tabakprodukten, der Herstellung und Mischung von Whiskey und wurde zu einem großen Vertriebszentrum für Wurzeln und Kräuter.

## Demografie
Nach der Volkszählung von 2010 leben in Statesville 24.532 Menschen. Die Bevölkerung teilte sich im selben Jahr auf in 54,8 % Weiße, 34,5 % Afroamerikaner, 1,9 % Asiaten, 2,4 % mit zwei oder mehr Ethnizitäten und 6,1 % Sonstige. Hispanics oder Latinos aller Ethnien machten 10,9 % der Bevölkerung aus. Das mittlere Haushaltseinkommen lag 2017 bei 35.523 US-Dollar und die Armutsquote bei 26,2 %.

## Bildung
Das Mitchell Community College, 1852 als presbyterianisches Frauencollege gegründet, ist heute ein öffentliches Community College.

## Söhne und Töchter der Stadt
- Louis Clarke (1901–1977), Leichtathlet
- Julianne Baird (* 1952), Sängerin
- Blake Crouch (* 1978), Autor
- Jared Watts (* 1992), Fußballspieler